# 朗比奇 (馬里蘭州)
朗比奇（英語：Long Beach）是位於美國馬里蘭州卡爾弗特縣的一個普查規定居民點。

## 人口
根據2020年美國人口普查的數據，朗比奇的面積為4.38平方千米，當中陸地面積為4.33平方千米，而水域面積為0.05平方千米。當地共有人口1739人，而人口密度為每平方千米397.03人。